# Goldstone Ground
Der Goldstone Ground war ein Fußballstadion in der englischen Stadt Hove. Zwischen 1902 und 1997 war das Stadion die Heimspielstätte des Clubs Brighton & Hove Albion.

## Geschichte
Das Goldstone Ground befand sich in der Old Shoreham Road gegenüber dem Hove Park. Das Gelände war zuvor Teil der Goldstone Farm und wurde erstmals am 7. September 1901 für ein Fußballspiel des Hove FC genutzt.  Brighton & Hove Albion trug am 22. Februar 1902 sein erstes Spiel im Goldstone Ground aus und nutzte die Spielstätte ab der nächsten Saison ebenfalls für seine Heimspiele. Die Haupttribüne auf der Westseite wurde größtenteils 1958 gebaut und bestand aus Sitz- und Stehplätzen. Die Südtribüne wurde ursprünglich 1949 gebaut und diente als Familientribüne. 1984 folgte die Nordtribüne, welche, wie die gegenüberliegende Osttribüne, eine reine Stehplatztribüne war. 1961 wurden erstmals Flutlichtmasten installiert. Im Rahmen der Olympischen Sommerspiele 1948 in London fanden im Goldstone Ground auch Fußballspiele des Fußballturniers statt. Neben dem Fratton Park war das Stadion nur eine von zwei Wettkampfstätten außerhalb der englischen Hauptstadt. Am 23. September 1992 gab David Beckham im Goldstone Ground sein Profidebüt, als er in der zweiten Runde des League-Cups bei Manchester United eingewechselt wurde. Während des UEFA Intertoto Cups 1995 wurde das Stadion sowohl für die Spiele von Tottenham Hotspur als auch des FC Wimbledon genutzt.

## Schließung und Verkauf
Der Taylor Report vom Januar 1990 verlangte von allen englischen Clubs in den beiden höchsten Spielklassen, bis August 1994 ein reines Stadion zu haben. Brighton spielte zu dieser Zeit in der zweiten Liga und erreichte in der Saison 1990/91 das Playoff-Finale, wo der Verein jedoch gegen Notts County unterlag. Durch den Abstieg ein Jahr später fiel Brighton nicht mehr unter die Anforderungen des Taylor-Reports. Durch diese Umstände und steigende Schulden, kam es zu keinen Umbaumaßnahmen des Goldstone Grounds. 1996 stieg Brighton zum ersten Mal seit den 1960er Jahren in die vierte Liga des englischen Fußballs ab. Am 26. April 1997 fand mit dem Heimspiel gegen die Doncaster Rovers das letzte Spiel im Goldstone Ground stand. Zwischen 1902 und 1997 haben circa 22,9 Millionen Zuschauer bei 2.174 Spielen die Spielstätte besucht. Der Zuschauerrekord im Goldstone Ground wurde mit 36.747 Zuschauern am 27. Dezember 1958 beim Spiel gegen den FC Fulham aufgestellt.
Um die steigenden Schulden des Clubs zu begleichen und eine Insolvenz zu verhindern, verkaufte der Vorstand des Clubs das Grundeigentum des Geländes, ohne eine alternative Heimspielstätte zu besitzen. Die Option nach Portsmouth in den Fratton Park auszuweichen scheiterte und so spielte der Verein vorübergehend im über 100 Kilometer entfernten Priestfield Stadium in Gillingham. Der geplante Verkauf des Stadions führte zum Protest der Anhänger des Klubs. Nach dem Abstieg in der Saison 1995/96 stürmten Anhänger des Clubs das Spielfeld, was zu einem Abzug von 3 Punkten und einem Geisterspiel führte. Am 1. Oktober 1996 kam es bei einem Ligaspiel gegen Lincoln City zu einem ähnlichen Vorfall, weshalb dem Club erneut 2 Punkte abgezogen wurden. Der Goldstone Ground wurde später an Immobilienentwickler verkauft und auf dem Gelände wurde mit dem Goldstone Retail Park ein Einkaufszentrum errichtet. 
1999 kehrte Brighton & Hove Albion nach zwei Jahren in Gillingham wieder nach Brighton zurück und trug seine Spiele im Withdean Stadium aus. Zu dieser Zeit hatte der Club in Falmer einen Standort für ein neues Stadion ausfindig gemacht und Ende 2008 begannen die Bauarbeiten für das Falmer Stadium, welches 2011 eröffnet wurde.